# Mérito (Cristianismo)
Na teologia cristã, mérito (latim: meritum) é um bom trabalho feito que é "visto como tendo direito a uma recompensa futura de um Deus gracioso". O papel do mérito humano na vida cristã é um ponto de disputa entre católicos e protestantes.
Dentro do cristianismo, tanto católicos como luteranos afirmam que "somente pela graça, na fé na obra salvífica de Cristo e não por qualquer mérito de nossa parte, somos aceitos por Deus e recebemos o Espírito Santo, que renova nossos corações enquanto nos equipa e nos chama às boas obras". A Igreja Católica ensina ainda que "quando os católicos afirmam o caráter 'meritório' das boas obras, eles desejam dizer que, de acordo com o testemunho bíblico, uma recompensa no céu é prometida a essas obras. Sua intenção é enfatizar a responsabilidade das pessoas por suas ações, não contestar o caráter dessas obras como dons, ou muito menos negar que a justificação permanece sempre o dom imerecido da graça".
O catolicismo romano "fala de mérito de três maneiras distintas": mérito condigno (que Deus coroa livremente), mérito congruente (recompensa não obrigatória que pode resultar em graça santificante), e mérito supererrogatório (dado por fazer acima do que é necessário a um Cristão).
A doutrina reformada, por outro lado, coloca mais ênfase no mérito de Cristo que os humanos recebem por meio da graça divina. Os protestantes geralmente ensinam que o mérito nunca pode ser usado para ganhar ou alcançar a salvação: "Como os cristãos são justificados apenas pela fé, sua posição diante de Deus não está de forma alguma relacionada ao mérito pessoal. Boas obras e santidade prática não fornecem as bases para a aceitação de Deus." "O único mérito que Deus aceita para a salvação é o de Jesus Cristo; nada que o homem possa fazer pode ganhar o favor de Deus ou acrescentar algo ao mérito de Cristo."

## Catolicismo
Na filosofia católica, o mérito (como propriedade de uma boa obra que dá direito ao realizador de receber uma recompensa), é um ato salutar ao qual Deus, em cujo serviço a obra é feita, em consequência de sua promessa infalível, pode dar uma recompensa (prêmio, mercês).

### Natureza do mérito
O mérito existe apenas em obras que são positivamente boas. A relação entre mérito e recompensa fornece a razão intrínseca de que, em matéria de serviço e sua remuneração, a norma orientadora só pode ser a virtude da justiça, e não a bondade desinteressada ou a pura misericórdia; pois destruiria a própria noção de recompensa concebê-la como um dom gratuito de generosidade (cf. Rom., xi, 6). Se, no entanto, os atos salutares podem, em virtude da justiça divina, dar direito a uma recompensa eterna, isso só é possível porque eles mesmos têm sua raiz na graça gratuita e, portanto, são por sua própria natureza dependentes em última instância da graça, como o Concílio de Trento declara enfaticamente (Sess. VI, cap. xvi, em Denzinger, 10ª ed., Freiburg, 1908, n. 810): "o Senhor... cuja generosidade para com todos os homens é tão grande, que Ele fará com que as coisas, que são Seus próprios dons, sejam seus méritos".
A ética e a teologia distinguem claramente dois tipos de mérito:
- Mérito condigno ou mérito no sentido estrito da palavra (meritum adœquatum sive de condigno), e
- congruente ou quase-mérito (meritum inadœquatum sive de congruo).

O mérito condigno supõe uma igualdade entre serviço e retorno; é medido pela justiça comutativa (justitia commutativa) e, portanto, dá um direito real a uma recompensa. O mérito congruente, devido à sua inadequação e à falta de proporção intrínseca entre o serviço e a recompensa, reclama uma recompensa apenas com base na equidade. Essa distinção e terminologia da primeira escolástica, que se desenvolveu nas controvérsias com os pelagianos e semipelagianos, foram novamente enfatizadas por João Eck, o famoso adversário de Martinho Lutero (cf. Greying, "Jo. Eck als Junger Gelehrter," Münster, 1906, pp. 153 m².). A diferença essencial entre mérito de condigno e meritum de congruo baseia-se no fato de que, além das obras que reivindicam remuneração sob pena de infringir a estrita justiça (como nos contratos entre patrão e empregado, na compra e venda, etc.), há são também outras obras meritórias que, no máximo, têm direito a recompensa ou honra por razões de equidade (ex œquitate) ou de mera justiça distributiva (ex iustitia distributiva), como é o caso das gratificações e condecorações militares. Do ponto de vista ético, a diferença consiste praticamente em que, retida a recompensa devida ao mérito condigno, há violação do direito e da justiça e a consequente obrigação em consciência de restituir, enquanto, no caso do mérito congruente, a retenção da recompensa não implica violação de direito nem obrigação de restituição, sendo apenas uma ofensa ao que convém ou uma questão de discriminação pessoal (acceptio personarum). Portanto, a recompensa do mérito congruente sempre depende em grande medida da bondade e liberalidade do doador, embora não pura e simplesmente de sua boa vontade.
Na teologia cristã, o homem não possui nada de próprio; tudo o que ele tem e tudo o que ele faz é um dom de Deus, e, uma vez que Deus é infinitamente auto-suficiente, não há vantagem ou benefício que o homem possa conferir a ele por seus serviços. Por isso, da parte de Deus, só pode ser questão de uma promessa gratuita de recompensa por certas boas obras. Por tais obras ele deve a recompensa prometida, não em justiça ou equidade, mas porque ele se comprometeu livremente, isto é, por causa de seus próprios atributos de veracidade e fidelidade. É somente com base nisso que podemos falar de justiça divina e aplicar o princípio: Do ut des (cf. Santo Agostinho, Serm. cviii, c. ii, em PL, XXXVIII, 863).

### Condições de mérito
No ensinamento católico, para todo verdadeiro mérito, existem sete condições, das quais quatro dizem respeito ao trabalho meritório, duas ao agente que merece e um Deus que recompensa.
Para ser meritória, uma obra deve ser moralmente boa, moralmente livre, feita com a ajuda da graça real e inspirada por um motivo sobrenatural.
Quanto ao segundo requisito, ou seja, a liberdade moral, fica claro pela ética que as ações, por força externa ou compulsão interna, não podem merecer recompensa nem punição. É um axioma da jurisprudência criminal que ninguém deve ser punido por um delito cometido sem livre arbítrio; do mesmo modo, uma boa obra só pode ser meritória e digna de recompensa quando procede de uma livre determinação da vontade. Este é o ensino de Cristo (Mateus, 19, 21): "Se queres ser perfeito, vai vender o que tens, e dá-o aos pobres, e terás um tesouro no céu."
A necessidade da terceira condição, isto é, da influência da graça atual, é clara pelo fato de que todo ato merecedor do céu deve evidentemente ser sobrenatural, assim como o próprio céu é sobrenatural, e que, consequentemente, não pode ser realizado sem a ajuda de prevenientes e graça assistencial, necessária também para os justos. O destino estritamente sobrenatural da visão beatífica, pela qual o cristão deve lutar, necessita de meios e caminhos que vão totalmente além do que é puramente natural (ver GRAÇA).
Por fim, exige-se um motivo sobrenatural, porque as boas obras devem ser sobrenaturais, não apenas quanto ao seu objeto e circunstâncias, mas também quanto ao fim para o qual são realizadas (ex fine). Mas, ao atribuir as qualidades necessárias desse motivo, os teólogos divergem amplamente. Enquanto alguns exigem o motivo da fé (motivum fidei) para ter mérito, outros exigem também o motivo da caridade (motivum caritatis), e assim, tornando as condições mais difíceis, restringem consideravelmente a extensão das obras meritórias (como distinguido de meras boas obras). Outros ainda estabelecem como única condição de mérito que a boa obra do homem justo, que já tem fé e caridade habituais, esteja em conformidade com a lei divina, e não exija nenhum outro motivo especial.
O agente merecedor deve estar tanto em estado de peregrinação (status viœ) como em estado de graça (status gratiœ). Pelo estado de peregrinação deve ser entendida nossa vida terrena; a morte como limite natural (embora não essencialmente necessário), encerra o tempo de merecimento. O tempo de semear está confinado a esta vida; a colheita está reservada para a próxima, quando nenhum homem poderá semear nem trigo nem berbigão. A opinião proposta por alguns teólogos (Hirscher, Schell), de que para certas classes de homens ainda pode haver a possibilidade de conversão após a morte, é contrária à verdade revelada de que o julgamento particular (judicium particulare) determina imediata e definitivamente se o futuro é ser de felicidade eterna ou de miséria eterna (cf. Kleutgen, "Theologie der Vorzeit", II, 2ª ed., Münster, 1872, pp. 427 m²). As crianças batizadas, que morrem antes de atingir a idade da razão, são admitidas ao céu sem méritos, com o único título de herança (titulus hœreditatis); no caso dos adultos, porém, há o título adicional de recompensa (titulus mercedes), e por isso eles gozarão de maior medida de felicidade eterna.
Além do estado de peregrinação, o estado de graça (ou seja, a posse da graça santificante) é necessário para o merecimento, porque só os justos podem ser "filhos de Deus" e "herdeiros do céu" (cf. Rom., viii, 17). Na parábola da videira, Cristo declara expressamente o "permanecer nele" uma condição necessária para "dar fruto": "Quem está em mim, e eu nele, esse dá muito fruto" (João, XV, 5); e esta união constante com Cristo é efetuada somente pela graça santificante. Em oposição a Vasquez, a maioria dos teólogos é de opinião que aquele que é mais santo obterá maior mérito por uma determinada obra do que aquele que é menos santo, embora estes realizem a mesma obra exatamente nas mesmas circunstâncias e da mesma maneira. A razão é que um grau mais alto de graça aumenta a dignidade divina do agente, e essa dignidade aumenta o valor do mérito.
O mérito exige da parte de Deus que aceite (in actu secundo) a boa obra como meritória, ainda que a obra em si (in actu primo) e anterior à sua aceitação por Deus já seja verdadeiramente meritória. Os teólogos, no entanto, não concordam quanto à necessidade dessa condição. Os escotistas sustentam que toda a dignidade da boa obra repousa exclusivamente na promessa gratuita de Deus e em sua livre aceitação, sem a qual mesmo o ato mais heroico é desprovido de mérito, e com a qual até meras obras naturalmente boas podem se tornar meritórias.

## Luteranismo e Calvinismo
Martinho Lutero enfatizou o mérito de Cristo ao considerar a justificação como inteiramente obra de Deus. Quando a justiça de Deus é mencionada no evangelho, é a ação de Deus de declarar justo o pecador injusto que tem fé em Jesus Cristo. A justiça pela qual a pessoa é justificada (declarada justa) não é sua (teologicamente, justiça própria), mas a de outro, Cristo, (justiça estranha). "É por isso que somente a fé torna alguém justo e cumpre a lei", disse Lutero. "Fé é aquilo que traz o Espírito Santo pelos méritos de Cristo". Assim, a fé, para Lutero, é um dom de Deus, e "... uma confiança viva e ousada na graça de Deus, tão certa do favor de Deus que arriscaria a morte por mil vezes confiando nele". Esta fé apreende a justiça de Cristo e se apropria dela para o crente. Ele explicou seu conceito de "justificação" em preparação para o Concílio de Trento em seus Artigos de Smalcalda:

The first and chief article is this: Jesus Christ, our God and Lord, died for our sins and was raised again for our justification (Romans 4:24-25). He alone is the Lamb of God who takes away the sins of the world (John 1:29), and God has laid on Him the iniquity of us all (Isaiah 53:6). All have sinned and are justified freely, without their own works and merits, by His grace, through the redemption that is in Christ Jesus, in His blood (Romans 3:23-25). This is necessary to believe. This cannot be otherwise acquired or grasped by any work, law or merit. Therefore, it is clear and certain that this faith alone justifies us ... Nothing of this article can be yielded or surrendered, even though heaven and earth and everything else falls (Mark 13:31).
Lutero se opôs à visão de que a lei não é destinada aos cristãos na Controvérsia Antinomiana com Johannes Agricola.
Em seu Comentário ao Sermão da Montanha de 1532, Martinho Lutero criticou a doutrina católica sobre o mérito condigno. Ele observou que, embora a recompensa que se ganha pelo mérito condigno seja muito maior do que a do mérito congruente, o tipo de boas obras que se diz atingir cada tipo de mérito é semelhante. Lutero achava que não fazia sentido que os dois tipos de mérito pudessem ser obtidos por ações semelhantes quando o benefício do mérito condigno é muito maior do que o benefício do mérito congruente.
De acordo com a doutrina de Calvino (Instit., III, ii, 4) boas obras são "impurezas e contaminação" (inquinamenta et sordes), mas Deus cobre sua hediondez inata com o manto dos méritos de Cristo, e as imputa ao predestinados como boas obras, para que as retribua não com a vida eterna, mas no máximo com recompensa temporal.
Além das declarações dogmáticas anteriores dadas no Segundo Sínodo de Orange de 529 e no Quarto Concílio de Latrão de 1215 (ver Denzinger, 191, 430), o Concílio de Trento sustentou a doutrina tradicional do mérito insistindo que a vida eterna é tanto uma graça e uma recompensa (Sess. VI, cap. xvi, em Denzinger, n. 809). Condenou como herética a doutrina de Lutero da pecaminosidade das boas obras (Sess. VI, pode. xxv), e declarou como dogma que os justos, em troca de suas boas obras feitas em Deus pelos méritos de Jesus, deveriam esperar uma recompensa eterna (loc. cit., cân. xxvi).